# Nephthea filamentosa
Nephthea filamentosa är en korallart som beskrevs av Verseveldt 1973. Nephthea filamentosa ingår i släktet Nephthea och familjen Nephtheidae. Inga underarter finns listade i Catalogue of Life.